# Пинап

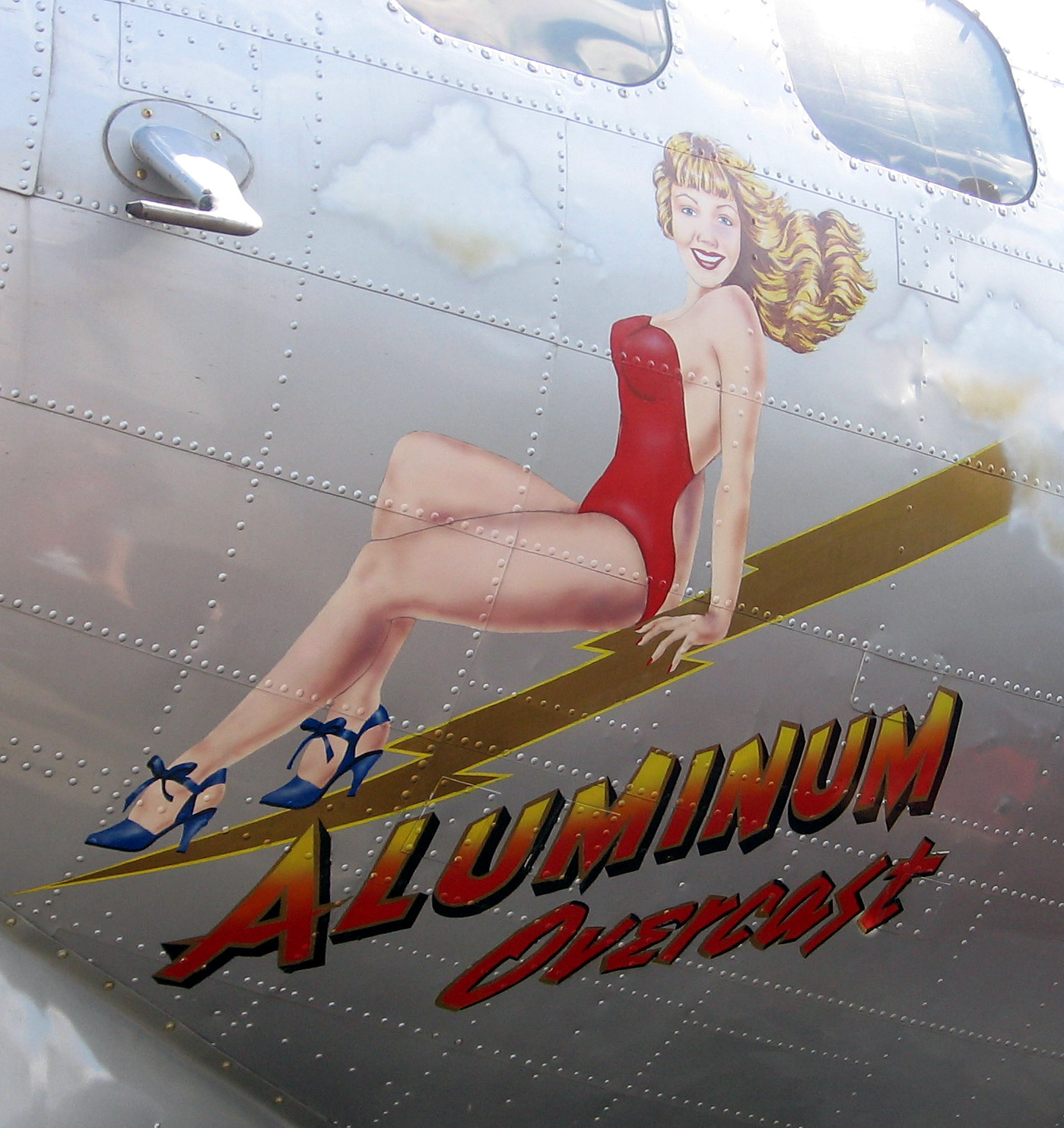
Пинап на борту американского бомбардировщика

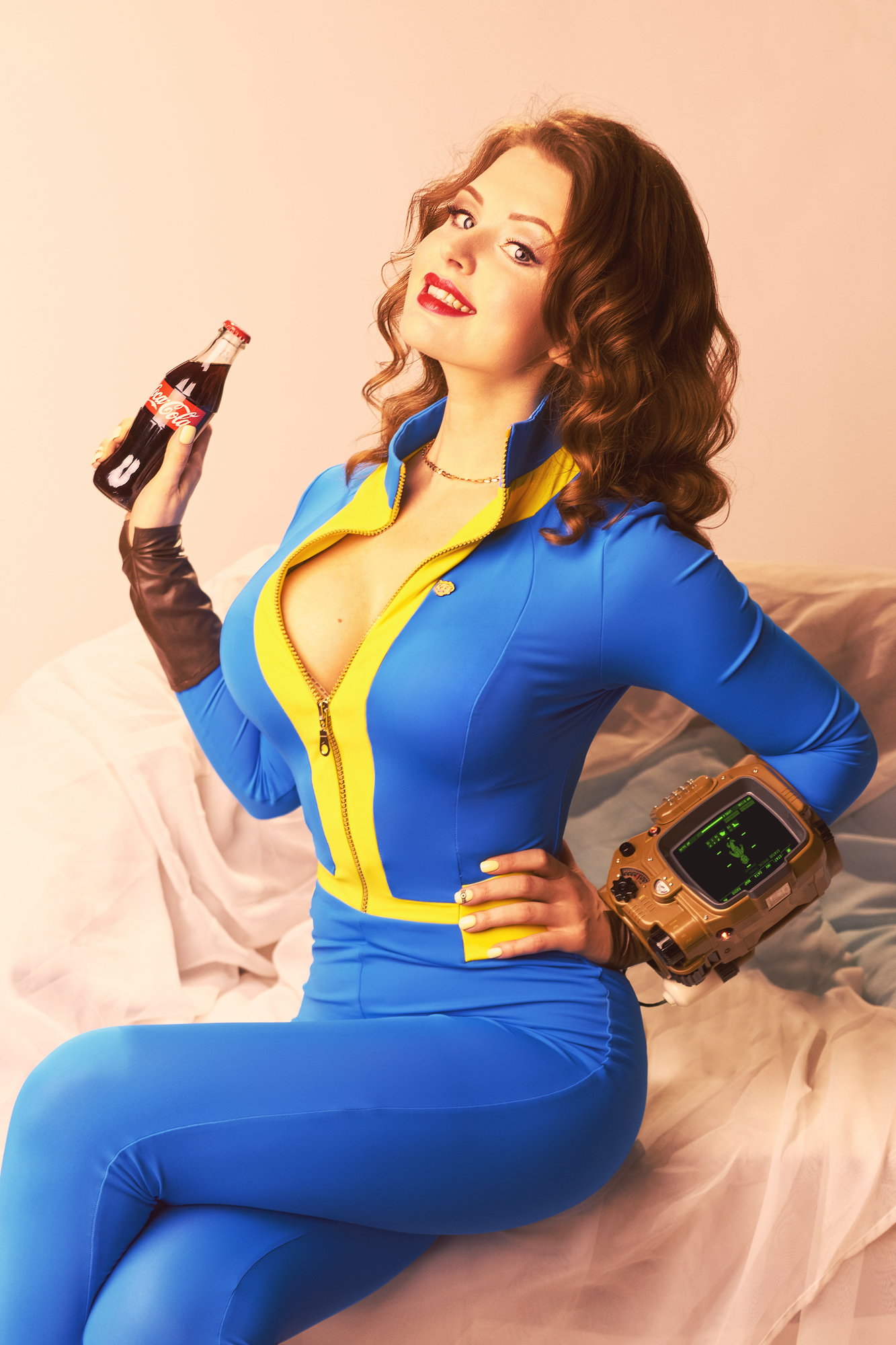
Косплей в стиле пинап на персонажа из компьютерной игры Fallout 4

Пина́п, пин-а́п (от англ. to pin up — прикалывать, то есть плакат, прикалываемый на стену) — изображение красивой, часто полуобнажённой, девушки в определённом стиле. В русском языке употребляется для обозначения конкретного стиля американской графики середины XX века.
Пина́п-гёрл (от англ. pin-up girl) — модель, чьи растиражированные изображения становятся знаковым явлением поп-культуры во фривольном стиле. В большинстве эти модели — фотомодели, манекенщицы, актрисы и певицы.

## История
Термин «пинап» также относится к рисункам, картинам и другим иллюстрациям, выполненным по этим фотографиям (см. список пинап-художников). Данное слово впервые было употреблено в 1941 году, тем не менее, данная практика прослеживается по крайней мере уже с 1890-х годов. Картинки для пришпиливания вырезались из журналов и газет, это могли быть открытки, хромолитографии и т. д. Часто такие изображения печатались в календарях, и без того предназначенных для вывешивания на стену. В более позднее время постеры с пинап-гёрлз стали выпускать специально.
Многие из моделей были манекенщицами или знаменитостями, воспринимаемыми обществом как секс-символы. Одной из самых знаменитых моделей пинап раннего периода была Бетти Грейбл. Плакаты с её изображением были распространены среди американских солдат во время Второй мировой войны.
Изображения в стиле пинап во многом были произведениями искусства, часто изображавшими идеализированную версию того, как именно должна выглядеть красивая или привлекательная женщина. Самой известной пинап-моделью считается Бетти Пейдж. Ранний пример — так называемая «девушка Гибсона», созданная художником Чарльзом Дана Гибсоном. Этот жанр также дал подняться нескольким художникам, например Альберто Варгасу и Джорджу Петти.
Изображения в стиле пинап использовались в рекламе.
Современные фотографы также успешно используют данный стиль в фотографии.

## Модели
- Ава Гарднер
- Анита Экберг
- Бриджит Бардо
- Бетти Пейдж
- Сид Чарисс
- Дита фон Тиз
- Роуз Макгоуэн
- Рита Хейворт
- Полетт Годдар

## Художники
- Джил Элвгрен
- Чарльз Дана Гибсон
- Джордж Петти
- Дуэйн Брайерс